# Lee Jung-jae
Lee Jung-jae (kor. 이정재; ur. 15 grudnia 1972 w Seulu) – południowokoreański aktor, biznesmen i model. Jeden z najbardziej utytułowanych aktorów w Korei Południowej.

## Filmografia

### Film
Źródło:
- 1994: Jeolm-eun namja jako Lee Han
- 1996: Albatross
- 1997: Park Dae Park
- 1997: Bulsae
- 1998: Taeyangeun eobda jako Hong-gi
- 1998: Jung sa jako Woo-in
- 1999: Lee Jae-sueui nan jako Lee Jae-su
- 2000: Interview jako Eun-seok
- 2000: Il Mare jako Han Sung-hyun
- 2000: Sunaebo jako Woo-in
- 2001: MOB 2025 jako Dust
- 2001: Heugsuseon jako Detektyw Oh
- 2001: Prezent jako Yong-gi
- 2002: Over the Rainbow jako Lee Jin-su
- 2003: Oh! Brothers jako Oh Sang-su
- 2005: Tajfun jako Kang Se-jong
- 2008: 1724 gibang nandong sageon jako Cheon-doong
- 2009: Melos
- 2010: Pokojówka jako Hoon
- 2012: Do-dook-deul jako Popie
- 2013: Gwan-sang jako wielki książę Suyang
- 2013: Sinsegae jako Lee Ja-seong
- 2014: Bikmaechi jako Choi Ik-ho
- 2015: Zabójstwo jako Yeom Seok-jin
- 2016: Daeyeokjeon jako Kang Seung-joon
- 2016: Operacja Chromit – Bitwa o Inczon jako Jang Hak-soo
- 2017: Docheong jako Ko Chang-seon
- 2017: Daelibgoon jako To-woo
- 2017: Sin-gwa Han-gge jako Pan Śmierci
- 2018: Sin-gwa ham-kke-in-gwa yeon jako Król zaświatów
- 2019: Eiga Doraemon: Nobita no Getsumen Tansaki jako Kim Seung-hyun
- 2019: Sa-ba-ha jako Minister Park Woong-jae
- 2020: I zbaw nas ode złego jako Ray

### Seriale
Źródło:
- 1995: Moraesigye jako Baek Jae-hee
- 1998: Baekya 3.98 jako Lee Yeong-jun
- 2007: Air City jako Kim Ji-Sung
- 2009: Triple jako Shin-hwal
- 2019: Chief of Staff jako Jang Tae-joon
- 2021: Nal-ara gaecheon-yong jako Jang Tae-joon
- 2021, 2024, 2025: Squid Game jako Seong Gi-hun
- 2024: The Acolyte jako Sol